# Most Thanlwin
Most Thanlwin je najduži i najveći most u Mijanmaru koji povezuje gradove Mawlamyine i Mottama. Prelazi preko rijeke Salven a obuhvaća cestovni i željeznički most te pješačke staze. Cestovni most ima dvije trake te je dug 3.218 m (2,2 milje) dok željeznički most ima jednu traku ukupne dužine 6.437 m (4,1 milja). Most Thanlwin je dizajniran i izgrađen od strane mijanmarskog Ministarstva graditeljstva.